# 半能
半能（はんのう）とは、能楽において付祝言のために、一曲の能を後場に焦点をあて、前場を大幅に略して演じる形態。祝言性を強調し、上演時間を短縮する意味がある。付祝言の項も参照。
上記のような理由から、通常半能は脇能か五番目物の祝言物においてしか行われない。また当然ながら一場ものの能について行われることはない。その形態は、冒頭の次第もしくはワキの名乗から道行などまでのワキを中心とする段を演じた後、前場の残りの部分を略し、待謡以降を演奏するといったもので、ワキと装束のある舞囃子とでもいうべき内容である。
現在では五番立が行われなくなったために上演される機会は少ないが、「石橋」のように半能形式で上演されることの多い曲もある。また、「猩猩」や「岩船」のように半能形式で上演されることがあまりに頻繁であったために、ついに半能の形態が正規の上演法になってしまった曲もある。